# Тім Даггетт
Тім Даггетт  (англ. Tim Daggett, 22 травня 1962) — американський гімнаст, олімпійський чемпіон.

## Виступи на Олімпіадах
| Олімпіада         | Дисципліна       | Місце              |
| ----------------- | ---------------- | ------------------ |
| Лос-Анджелес 1984 | абсолютний залік | 8 (кваліфікація)   |
| Лос-Анджелес 1984 | командний залік  | 1                  |
| Лос-Анджелес 1984 | вільні вправи    | 30T (кваліфікація) |
| Лос-Анджелес 1984 | опорний стрибок  | 32T (кваліфікація) |
| Лос-Анджелес 1984 | паралельні бруси | 9 (кваліфікація)   |
| Лос-Анджелес 1984 | перекладина      | 4T                 |
| Лос-Анджелес 1984 | кільця           | 6T (кваліфікація)  |
| Лос-Анджелес 1984 | кінь             | 3                  |